# Bruchstraße
Bruchstraße es una calle adoquinada ubicada en Brunswick, ciudad del land de Baja Sajonia (Alemania). La calle tiene muchas casas históricas con entramado de madera y es el centro del barrio rojo de la ciudad y tiene varias "ventanas". Hay puertas de hierro en ambos extremos de la calle, en los cruces con Wallstraße y Friedrich-Wilhelm-Straße.

## Historia
La prostitución en la calle Bruchstraße se remonta a la Edad Media, y es posiblemente el barrio rojo más antiguo de Alemania. A principios del siglo XV, había 5 burdeles en la calle Echternstraße, entre ellos uno llamado "Rote Kloster" (Monasterio Rojo). La prostitución estaba supervisada por el verdugo de Brunswick. También había un burdel llamado "Fruwenhus" en la calle Mauernstraße.
Alrededor de la misma época, las marismas situadas entre los dos brazos del río Oker estaban siendo drenadas y se vertían allí vertederos. Esto dio lugar a un paisaje ondulado. Al estar más allá de las murallas de la ciudad, la naturaleza de la zona, se utilizaba como escondite para delincuentes. Las prostitutas también se instalaron aquí y se abrieron bares de mala reputación. La prostitución continuó aquí a pesar de la ley de 1594 que prohibía la fornicación.
En 1806, la ciudad pasó a manos de los franceses y se estacionaron tropas en ella. Los soldados estaban preocupados por las enfermedades de transmisión sexual y las prostitutas fueron sometidas a controles sanitarios obligatorios.
La calle recibió el nombre de Bruchstraße en 1858. Durante la Segunda Guerra Mundial, Brunswick, ue bombardeada 42 veces. Un ataque aéreo aliado el 15 de octubre de 1944 destruyó la mayoría de las iglesias de la ciudad y el Altstadt (casco antiguo). Las 33 casas de entramado de madera de la Bruchstraße sobrevivieron a los bombardeos.

## Tiempos modernos
En 2013 hubo propuestas para abrir la calle cerrada y añadir restaurantes y bares como parte de la regeneración del distrito Friedrich Wilhelm. A ello se opuso la policía, cuyo portavoz Wolfgang Klages dijo que la disposición actual "es en realidad la situación ideal para vigilarla de cerca. "La jefa de la oficina de salud de Brunswick, Sabine Pfingsten-Würzburg, también se opuso a la propuesta.
Desde el 1 de julio de 2017, todas las prostitutas y operadores de burdeles debían estar registrados en virtud de la Ley de Protección de Prostitutas. En 2018, había 167 prostitutas registradas en Brunswick.